# Jeff Rohrer
Jeffrey Charles „Jeff“ Rohrer (* 25. Dezember 1958 in Inglewood, Kalifornien) ist ein ehemaliger American-Football-Spieler auf der Position des Linebackers. Er spielte sechs Jahre lang für die Dallas Cowboys in der National Football League (NFL).
Rohrer ist der erste NFL-Spieler von dem bekannt wurde, dass er eine gleichgeschlechtliche Ehe einging.

## Leben
Rohrer besuchte die Mira Costa High School in Manhattan Beach und spielte für deren Footballmannschaft.
Später studierte er an der Yale University und spielte dort in der Ivy League College Football, bevor er von den Cowboys im NFL Draft 1982 in der zweiten Runde ausgewählt wurde. Er trat vier Jahre für die Yale Bulldogs an.
Jeff Rohrer spielte von 1982 bis 1987 für die Dallas Cowboys. Die ersten Jahre verbrachte er auf der Ersatzbank mit wenig Spielzeit. In der Saison 1988 wurde Rohrer verletzungsbedingt nicht mehr eingesetzt. Insgesamt wurde er bei den Dallas Cowboys in 83 Spielen eingesetzt, vierzig davon als Starter (von Beginn an).
Nach seiner aktiven Zeit ließ sich Rohrer in Los Angeles nieder, wo er Werbefilme produzierte. Von ihm produzierte Filme wurden mit dem Emmy Award und mit goldenem und silbernen Löwen bei dem Cannes Lions International Festival of Creativity ausgezeichnet.

## Familie
In erster Ehe war er verheiratet mit Heather Rohrer. Aus der Ehe gingen zwei Kinder hervor.
Im November 2018 ging er mit seinem Lebensgefährten den Bund der Ehe ein. Rohrer war damit der erste NFL-Spieler von dem bekannt wurde, dass er eine gleichgeschlechtliche Ehe einging.